# NECレッドロケッツ川崎
NECレッドロケッツ川崎は、神奈川県川崎市を本拠地とする、NECの女子バレーボールチームである。2025-26シーズンはSVリーグに所属。

## 概要
発足は1978年。日本電気グループの代表スポーツとして女子バレーボール部が設立された。即座に強化が始まり、翌年に日本リーグ入りした。それ以来、2013年現在、日本リーグ（後にVリーグ、現・Vプレミアリーグ）から1度も降格していない。創立当初から男子バレーボール部（後にNECブルーロケッツ、日本リーグ-Vリーグで4回の優勝）があり、2009年まで活動していた。
チーム名の『レッドロケッツ』とは、チームカラーでもある『レッド』は「炎」「情熱・上昇」を表していて、『ロケッツ』は21世紀をリードするNECのイメージでありパワー・スピードを備えて未来へと力強く上昇していくことを意味している。
ホームタウンは東京都と神奈川県川崎市。チーム所在地が東京都港区となっているが、練習場は川崎市のNEC玉川事業場内体育館である。ホームゲームは東京都内や川崎市とどろきアリーナなどで開催される。
チームマスコットは、2021年10月に誕生したとされる「キャプテン スティーム」（本名はスティーム・スターマイン）である。
『NECロケッツクラブ』というNECレッドロケッツとNECグリーンロケッツ（ラグビーフットボールチーム）のファンクラブがある。2021年6月にその両チームを対象とした「スポーツビジネス推進本部」がNEC（日本電気）により設立された。

## 歴史
1978年4月に廃部となったヤシカから大澤長蔵監督（ヤシカ当時は部長）および選手13名が全体移籍し、日本電気グループの女子バレーボール部が創部された。同年の第10回実業団リーグ（現・Vチャレンジリーグで優勝し、翌年の入替戦で三洋電機を下し日本リーグ（現・Vプレミアリーグ）入りを果たす。初出場の第13回日本リーグ（1979/80シーズン）でいきなり3位に入る。
第21回（1987/88シーズン）日本リーグでは葛和伸元監督の下、山下美弥子、佐藤伊知子が中心の拾うバレーで日立を破り悲願の初優勝を遂げる。以降のリーグでも、チームは4強に入り続ける。しかし、第25回日本リーグ（1991/92シーズン）では7位に低迷し、入替戦出場となる。入替戦で連勝して残留。第26回、第27回は4位に入った。
日本リーグに替わってVリーグが開幕。第1回Vリーグ（1994/95シーズン）では5位と低迷したが、第2回では準優勝。第3回は杉山明美、矢野美紀らが若手と融合してVリーグ初優勝を果たした。
1997年、葛和監督の全日本女子監督就任に伴い、吉川正博コーチが監督に昇格した。同年の第46回黒鷲旗全日本大会で初優勝。男子もNECブルーロケッツが優勝し、史上初の男女アベック優勝となった。第4回Vリーグ（1997/98シーズン）準優勝、第5回3位と上位を保つ。第6回Vリーグでは主将大懸（成田）郁久美をはじめ、当時新人だった竹下佳江、高橋みゆき、杉山祥子らの台頭でレギュラーラウンド、決勝ラウンドを通じて21戦全勝でVリーグ史上初の全勝優勝を果たす。第7回でも連勝記録が続いて連勝記録は33となり、3位で終わるが、同シーズンの第50回黒鷲旗で2年ぶりの優勝を果たした。
2001年、吉川監督の全日本女子監督就任のため、前監督の葛和が監督に復帰。第8回Vリーグ（2001/02シーズン）では準優勝を果たす。第9回Vリーグは、セッターにコンバートした大貫美奈子とリベロの津雲博子のベテラン勢、テクニック抜群の小柄なエース高橋みゆきと仁木希、大型MBの杉山祥子と大友愛、スーパーエース松崎さ代子らを軸としたバレーを展開し、3回目の優勝を飾った。第10回Vリーグは杉山祥子がブロック賞に輝いたもの、4位に留まりVリーグ連覇はならなかった。
2004年、葛和監督が総監督に就任し、吉川が監督に復帰。第11回Vリーグ（2004/05シーズン）は高さと緻密さがミックスされたバレーを展開し、決勝戦でパイオニアレッドウィングスを2勝1敗で破り、2年ぶり4回目のVリーグ優勝を遂げた（日本リーグも含めると5回目の優勝）。仁木希がMVPを受賞し、河村めぐみが新人賞を受賞した。
2005年6月、本拠地（練習場）を横浜市都筑区のNEC横浜事業場から、川崎市中原区の玉川事業場に移転。7月には川崎市ホームタウンスポーツ推進パートナーに認定され、地域への活動にも積極的に関わるようになった。
8月、チームからの海外派遣で高橋みゆきがセリエA1のヴィチェンツァに移籍した。第12回Vリーグ（2005/06シーズン）では、その影響や主力選手の欠場などが響き6位となり、第2回大会以来10シーズン守り続けていた4強を逃した。2006/07V・プレミアリーグ（Vリーグより呼称変更）も5位で終える。2007年9月に高橋みゆきがイタリアから復帰し、久光製薬スプリングスの成田郁久美も6シーズンぶりにチームに復帰したが、2007/08V・プレミアリーグも6位にとどまり、2008年5月に吉川監督が退任。山田晃豊コーチが監督に昇格した。
山田新監督になっての2008/09V・プレミアリーグでは、2009年1月26日の日立佐和リヴァーレ（現・日立リヴァーレ）戦で3-1で勝利して男女チーム初となるVリーグ通算200勝を達成した。そして、4シーズンぶりの4強入りを果たし3位となった。しかし、2009/10シーズンは5位となり4強入りを逃す。2010/11シーズンでは2011年3月6日のデンソー・エアリービーズ戦に3-1で勝利し、女子チーム初となるVリーグ通算250勝を達成した。東日本大震災によるリーグ中断によりこの試合がリーグ最後の試合となり、暫定成績の4位がそのまま最終成績になる。
2011年にV・サマーリーグで優勝を果たすも、2011/12V・プレミアリーグでは開幕14連敗を喫するなど低迷し、初の最下位に沈んだ（入替戦で日立リヴァーレに勝ち残留）。そこで、2012/13シーズンは前シーズン以上にV・サマーリーグのメンバーでV・プレミアリーグを戦い抜くと山田監督が明言する。そうすると、V・サマーリーグで連覇を達成も、前シーズンとは違い、この優勝を通過点としV・プレミアリーグで結果を出そうという意欲を選手達が強く持った。そして、V・プレミアリーグでは、前シーズンとは一転しレギュラーラウンドを首位で突破する躍進をみせた。2013年1月19日の岡山シーガルズ戦で勝利をあげ、日本リーグ及びVリーグ通算400勝を達成している。セミファイナルラウンドで決勝進出を逃し結局は4位でリーグ戦を終えたが、黒鷲旗でも準優勝を果たした。この黒鷲旗をもって、15年間NEC一筋でチームに貢献してきた杉山祥子が現役を引退した。
2015年2月26日、日本バレーボール協会はレッドロケッツ所属選手・大野果奈のドーピング違反を発表し、2か月の出場停止処分とした。原因は医師に処方された喘息治療薬のホクナリンによる。Vリーグ機構も同様の処置を科すと発表。
Vプレミアリーグ2014/15シーズンにおいて、レギュラーラウンド及びファイナル6を2位で通過し迎えたファイナルで三連覇がかかる久光製薬スプリングス（現・久光スプリングス）と対戦、セットカウント3-1で勝利し10年ぶりVリーグ通算5度目のリーグ優勝を飾った。
2016年9月にフィリピンのビニャンで開催されたAVCアジアクラブ選手権に出場、初優勝を果たし、2017年の世界クラブ選手権の出場権を得た。2016/17シーズンのV・プレミアリーグにおいて二年ぶりの優勝を果たし、女子チームの優勝回数がリーグ最多となる6度目となった。
2017/18シーズンは5位。このシーズンをもって、10シーズンコーチ、10シーズン監督を務めた山田晃豊が監督を退任した。後任として山田の下で3シーズンコーチを務めた金子隆行が監督に昇格した。
2018年、これまでのVリーグに変わり新生V.LEAGUEが誕生し、1部のDIVISION1に所属。初年度となる2018-19シーズンは6位、2019-20シーズンは8位で終えた。2020-21シーズンは、日本代表の島村春世、古賀紗理那らの活躍もあり（シーズンベスト6に選出）、4シーズンぶりにセミファイナル進出を果たす。セミファイナルでは前回覇者のJTマーヴェラスに惜敗して惜しくも優勝は逃すが、3位決定戦でデンソーエアリービーズに勝ち3位となった。
2021年6月、NECは、所有するスポーツチームであるレッドロケッツとグリーンロケッツ（ラグビーフットボール）のスポーツビジネス事業の拡大を目指す新組織「スポーツビジネス推進本部」を立ち上げた（B.LEAGUEの千葉ジェッツふなばし創設者でもある梶原健が本部長に就任）。それに伴い、「宇宙一輝く星を目指す」というコンセプトを込めた新エンブレムを公開した。
新生レッドロケッツとなった2021/22シーズン、2021-22 V.LEAGUE DIVISION1 WOMENのV・レギュラーラウンドで2試合を残し23勝8敗と3位につけ、V・ファイナルステージ進出を競う4位の久光スプリングスとのホームでの直接対決2試合を残すのみとなっていて、その2試合中1試合でも2セット取得すればセット率の関係で進出を果たせる有利な状況であったが、それぞれ0-3、1-3で敗れ、有利な状況を活かせずV・ファイナルステージ進出をあと一歩のところで逃した（最終順位4位）。
2022年7月25日、韓国・Vリーグ女子のペッパー貯蓄銀行AIペッパーズと姉妹協定を締結した。
2022-23シーズン、古賀紗理那、島村春世、山田二千華と、前シーズンより加入したアメリカ合衆国代表のサラ・ウィルハイトが世界選手権で活躍。小島満菜美もネーションズリーグで多くの試合に出場し活躍した。2022-23 V.LEAGUE DIVISION1 WOMENは、開幕2連戦は国際大会に出場した選手達のコンディションの影響でメンバーが揃わず連敗スタートとなったが、それ以降は連勝を重ね上位に入る。2022年12月、皇后杯全日本選手権大会で初優勝を果たした。2023年に入ると、V1女子ではやや成績が伸び悩み、V・レギュラーラウンド(RR)最終戦で何とか4位を決め、ファイナル4に滑り込んだ。ファイナル4では1勝1敗で最終戦を迎え、勝者がファイナル進出となる試合で埼玉上尾メディックスに3-1で勝ち、ファイナル進出を決めた。そして、ファイナルは東レアローズとの対戦となり、最初の2セットを取り有利になるが、第3-4セットは取られてフルセットに持ち込まれ、最終セットも12-14とされ窮地に追い込まれたが、そこから4連続ポイントで逆転し勝利。6シーズンぶり7回目のVリーグ優勝を果たし、皇后杯に続いての2冠を達成した。女子では27年ぶりとなるRR4位チームの優勝となった。
2023-24シーズン、皇后杯全日本選手権大会で連覇を果たす。2023-24 V.LEAGUE DIVISION1 WOMENではV・レギュラーラウンド2位に入り、セミファイナルで勝利を挙げ連覇のかかるファイナルに進出。ファイナルでは、V・レギュラーラウンド全勝優勝で完全優勝がかかるJTマーヴェラスをセットカウント3-1で破り連覇を達成し、2シーズン連続の2冠を達成した。
2024年、SVリーグ移行に伴いチーム名を「NECレッドロケッツ川崎」に変更。
2025年、7シーズン指揮を執った金子隆行が退任し日本女子代表コーチに就任。後任には前Astemoリヴァーレ茨城監督の中谷宏大が就任。

## 成績

### 主な成績
AVCアジアクラブ選手権
- 優勝1回（2016年）

日韓Vリーグトップマッチ
- 優勝 1回（2015年）

日本リーグ／V・プレミアリーグ／V.LEAGUE DIVISION1 WOMEN
- 優勝 9回（1987/88、1996/97、1999/2000、2002/03、2004/05、2014/15、2016/17、2022/23、2023/24）
- 準優勝 4回（1986/87、1995/96、1997/98、2001/02）

Vカップ
- 優勝 1回（2000年）

天皇杯・皇后杯全日本バレーボール選手権大会
- 優勝 2回（2022年、2023年）
- 準優勝  1回（2015年）

黒鷲旗全日本選手権
- 優勝 2回（1997年、2001年）
- 準優勝 8回（1985年、1987年、1990年、1995年、1996年、1999年、2011年、2013年、2016年）

国民体育大会成年女子（6人制）
- 優勝 なし
- 準優勝 （1979年）

### 年度別成績

#### 日本リーグ / 実業団リーグ
| 所属                    | 年度                    | 最終 順位               | 参加 チーム数           | 試合 | 勝  | 敗  | 勝率  |
| ----------------------- | ----------------------- | ----------------------- | ----------------------- | ---- | --- | --- | ----- |
| 実業団リーグ            | 第10回 (1978/79)        | 優勝                    | 6チーム                 | 10   | 10  | 0   | 1.000 |
| 日本リーグ              | 第13回 (1979/80)        | 3位                     | 6チーム                 | 10   | 7   | 3   | 0.700 |
| 日本リーグ              | 第14回 (1980/81)        | 4位                     | 8チーム                 | 14   | 7   | 7   | 0.500 |
| 日本リーグ              | 第15回 (1981/82)        | 5位                     | 8チーム                 | 21   | 7   | 14  | 0.333 |
| 日本リーグ              | 第16回 (1982/83)        | 6位                     | 8チーム                 | 21   | 7   | 14  | 0.333 |
| 日本リーグ              | 第17回 (1983/84)        | 6位                     | 8チーム                 | 21   | 8   | 13  | 0.381 |
| 日本リーグ              | 第18回 (1984/85)        | 3位                     | 8チーム                 | 21   | 14  | 7   | 0.667 |
| 日本リーグ              | 第19回 (1985/86)        | 3位                     | 8チーム                 | 21   | 12  | 9   | 0.571 |
| 日本リーグ              | 第20回 (1986/87)        | 準優勝                  | 8チーム                 | 21   | 17  | 4   | 0.810 |
| 日本リーグ              | 第21回 (1987/88)        | 優勝                    | 8チーム                 | 14   | 12  | 2   | 0.857 |
| 日本リーグ              | 第22回 (1988/89)        | 4位                     | 8チーム                 | 17   | 9   | 8   | 0.529 |
| 日本リーグ              | 第23回 (1989/90)        | 3位                     | 8チーム                 | 17   | 13  | 4   | 0.765 |
| 日本リーグ              | 第24回 (1990/91)        | 3位                     | 8チーム                 | 17   | 9   | 8   | 0.529 |
| 日本リーグ              | 第25回 (1991/92)        | 7位                     | 8チーム                 | 14   | 3   | 11  | 0.214 |
| 日本リーグ              | 第26回 (1992/93)        | 4位                     | 8チーム                 | 14   | 8   | 6   | 0.571 |
| 日本リーグ              | 第27回 (1993/94)        | 4位                     | 8チーム                 | 14   | 9   | 5   | 0.643 |
| 日本リーグ通算 （15年） | 日本リーグ通算 （15年） | 日本リーグ通算 （15年） | 日本リーグ通算 （15年） | 257  | 142 | 115 | .553  |

#### Vリーグ / 実業団リーグ・V1リーグ
| 所属    | 年度              | 最終 順位 | 参加 チーム数 | 試合 | 勝 | 敗 | 勝率  |
| ------- | ----------------- | --------- | ------------- | ---- | -- | -- | ----- |
| Vリーグ | 第1回 (1994/95)   | 5位       | 8チーム       | 21   | 11 | 10 | 0.524 |
| Vリーグ | 第2回 (1995/96)   | 準優勝    | 8チーム       | 21   | 14 | 7  | 0.667 |
| Vリーグ | 第3回 (1996/97)   | 優勝      | 8チーム       | 21   | 16 | 5  | 0.762 |
| Vリーグ | 第4回 (1997/98)   | 準優勝    | 8チーム       | 21   | 18 | 3  | 0.857 |
| Vリーグ | 第5回 (1998/99)   | 3位       | 10チーム      | 18   | 13 | 5  | 0.722 |
| Vリーグ | 第6回 (1999/2000) | 優勝      | 10チーム      | 18   | 18 | 0  | 1.000 |
| Vリーグ | 第7回 (2000/01)   | 3位       | 10チーム      | 18   | 17 | 1  | 0.944 |
| Vリーグ | 第8回 (2001/02)   | 準優勝    | 9チーム       | 16   | 10 | 6  | 0.625 |
| Vリーグ | 第9回 (2002/03)   | 優勝      | 8チーム       | 21   | 17 | 4  | 0.810 |
| Vリーグ | 第10回 (2003/04)  | 4位       | 10チーム      | 18   | 12 | 6  | 0.667 |
| Vリーグ | 第11回 (2004/05)  | 優勝      | 10チーム      | 27   | 20 | 7  | 0.741 |
| Vリーグ | 第12回 (2005/06)  | 6位       | 10チーム      | 27   | 13 | 14 | 0.481 |

#### V・プレミアリーグ / V・チャレンジリーグ
| 所属     | 年度    | 最終 順位 | 参加 チーム数 | レギュラーラウンド | レギュラーラウンド | レギュラーラウンド | レギュラーラウンド | ポストシーズン | ポストシーズン | ポストシーズン |
| 所属     | 年度    | 最終 順位 | 参加 チーム数 | 順位               | 試合               | 勝                 | 敗                 | 試合           | 勝             | 敗             |
| -------- | ------- | --------- | ------------- | ------------------ | ------------------ | ------------------ | ------------------ | -------------- | -------------- | -------------- |
| プレミア | 2006/07 | 5位       | 10チーム      | 5位                | 27                 | 15                 | 12                 | -              | -              | -              |
| プレミア | 2007/08 | 6位       | 10チーム      | 6位                | 27                 | 13                 | 14                 | -              | -              | -              |
| プレミア | 2008/09 | 3位       | 10チーム      | 3位                | 27                 | 18                 | 9                  | 4              | 2              | 2              |
| プレミア | 2009/10 | 5位       | 8チーム       | 5位                | 28                 | 10                 | 18                 | -              | -              | -              |
| プレミア | 2010/11 | 4位       | 8チーム       | 4位                | 26                 | 15                 | 11                 | 中止           | 中止           | 中止           |
| プレミア | 2011/12 | 8位       | 8チーム       | 8位                | 21                 | 3                  | 18                 | -              | -              | -              |
| プレミア | 2012/13 | 4位       | 8チーム       | 1位                | 28                 | 23                 | 5                  | 4              | 1              | 3              |
| プレミア | 2013/14 | 5位       | 8チーム       | 5位                | 28                 | 12                 | 16                 | -              | -              | -              |
| プレミア | 2014/15 | 優勝      | 8チーム       | 2位                | 21                 | 13                 | 8                  | 7              | 5              | 2              |
| プレミア | 2015/16 | 4位       | 8チーム       | 5位                | 21                 | 8                  | 13                 | 5              | 3              | 2              |
| プレミア | 2016/17 | 優勝      | 8チーム       | 1位                | 21                 | 15                 | 6                  | 7              | 6              | 1              |
| プレミア | 2017/18 | 5位       | 8チーム       | 5位                | 21                 | 8                  | 13                 | 5              | 1              | 4              |

#### V.LEAGUE
| 所属      | 年度    | 最終 順位 | 参加 チーム数 | レギュラーラウンド | レギュラーラウンド | レギュラーラウンド | レギュラーラウンド | レギュラーラウンド | レギュラーラウンド | ポストシーズン | ポストシーズン | ポストシーズン | 備考 |
| 所属      | 年度    | 最終 順位 | 参加 チーム数 | カンファレンス     | 順位               | チーム数           | 試合               | 勝                 | 敗                 | 試合           | 勝             | 敗             | 備考 |
| --------- | ------- | --------- | ------------- | ------------------ | ------------------ | ------------------ | ------------------ | ------------------ | ------------------ | -------------- | -------------- | -------------- | ---- |
| DIVISION1 | 2018-19 | 6位       | 11チーム      | イースタン         | 1位                | 6チーム            | 20                 | 11                 | 9                  | 7              | 1              | 6              |      |
| DIVISION1 | 2019-20 | 8位       | 12チーム      | プレミア           | 3位                | 6チーム            | 21                 | 11                 | 10                 | 3              | 0              | 3              |      |
| DIVISION1 | 2020-21 | 3位       | 12チーム      | （1リーグ制）      | 3位                | 12チーム           | 20                 | 15                 | 5                  | 2              | 1              | 1              |      |
| DIVISION1 | 2021-22 | 4位       | 12チーム      | （1リーグ制）      | 4位                | 12チーム           | 33                 | 23                 | 10                 | -              | -              | -              |      |
| DIVISION1 | 2022-23 | 優勝      | 12チーム      | （1リーグ制）      | 4位                | 12チーム           | 33                 | 23                 | 10                 | 4              | 3              | 1              |      |
| DIVISION1 | 2023-24 | 優勝      | 12チーム      | （1リーグ制）      | 2位                | 12チーム           | 22                 | 18                 | 4                  | 2              | 2              | 0              |      |

#### SV.LEAGUE
| 所属      | 年度    | 最終 順位 | 参加 チーム数 | レギュラーラウンド | レギュラーラウンド | レギュラーラウンド | レギュラーラウンド | ポストシーズン | ポストシーズン | ポストシーズン | 備考 |
| 所属      | 年度    | 最終 順位 | 参加 チーム数 | 順位               | 試合               | 勝                 | 敗                 | 試合           | 勝             | 敗             | 備考 |
| --------- | ------- | --------- | ------------- | ------------------ | ------------------ | ------------------ | ------------------ | -------------- | -------------- | -------------- | ---- |
| SV.LEAGUE | 2024-25 | 準優勝    | 14チーム      | 2位                | 44                 | 30                 | 14                 |                |                |                |      |

## 選手・スタッフ(2025-26)

### 選手
| 背番号                                                          | 名前                   | シャツネーム | 生年月日（年齢）       | 身長 | 国籍           | Pos   | 在籍年            | 前所属               | 備考         |
| --------------------------------------------------------------- | ---------------------- | ------------ | ---------------------- | ---- | -------------- | ----- | ----------------- | -------------------- | ------------ |
| 1                                                               | 山田二千華             | YAMADA       | 2000年2月24日（25歳）  | 183  | 日本           | MB    | 2018年-           | 豊橋中央高校         | キャプテン   |
| 2                                                               | 佐藤淑乃               | SATO         | 2001年11月12日（23歳） | 178  | 日本           | OH    | 2024年-           | 筑波大学             |              |
| 3                                                               | 大工園彩夏             | DAIKUZONO    | 2000年8月3日（24歳）   | 163  | 日本           | L     | 2023年-           | 鹿屋体育大学         |              |
| 4                                                               | 廣田あい               | HIROTA       | 2003年8月23日（21歳）  | 175  | 日本           | OH    | 2022年-           | 文京学院大学女子高校 |              |
| 6                                                               | 澤田由佳               | YUKA         | 1996年8月14日（28歳）  | 158  | 日本           | S     | 2019-23年 2024年- | 東北福祉大学         |              |
| 7                                                               | 甲萌香                 | KINOE        | 1997年12月24日（27歳） | 181  | 日本           | MB    | 2020年-           | 筑波大学             |              |
| 8                                                               | 野嶋華澄               | NOJIMA       | 1997年5月9日（28歳）   | 181  | 日本           | MB    | 2020年-           | 青山学院大学         | 副キャプテン |
| 9                                                               | 児玉奈津美             | KODAMA       | 2002年5月16日（23歳）  | 168  | 日本           | L     | 2024年-           | 順天堂大学           | 新人         |
| 10                                                              | 中川つかさ             | TSUKASA      | 2000年8月13日（24歳）  | 159  | 日本           | S     | 2023年-           | 東海大学             | 副キャプテン |
| 11                                                              | 古谷ちなみ             | FURUYA       | 1996年4月20日（29歳）  | 173  | 日本           | OH    | 2019年-           | 松蔭大学             |              |
| 12                                                              | 佐々木遥子             | SASAKI       | 2002年3月9日（23歳）   | 172  | 日本           | OH    | 2024年-           | 東海大学             |              |
| 13                                                              | 和田由紀子             | WADA         | 2002年1月8日（23歳）   | 174  | 日本           | OH    | 2024年-           | JT                   |              |
| 14                                                              | 原嶋睦夢               | AYUMU        | 2004年7月12日（21歳）  | 177  | 日本           | MB/OP | 2023年-           | 熊本信愛女学院高校   |              |
| 15                                                              | シルビア・ヌワカロール | NWAKALOR     | 1999年8月12日（25歳）  | 180  | イタリア       | OP    | 2025年-           | 東レ滋賀             | 移籍加入     |
| 17                                                              | 伊藤一葉               | ICHIYO       | 2006年1月16日（19歳）  | 179  | 日本           | MB    | 2024年-           | 履正社高校           |              |
| 18                                                              | 細川春香               | HOSOKAWA     | 2002年4月7日（23歳）   | 165  | 日本           | S     | 2024年-           | 嘉悦大学             | 新人         |
| 23                                                              | 髙橋美鈴               | TAKAHASHI    | 2002年11月5日（22歳）  | 170  | 日本           | OH    | 2024年-           | 青山学院大学         | 新人         |
| 24                                                              | 長谷部奈香             | HASEBE       | 2003年1月25日（22歳）  | 175  | 日本           | MB    | 2024年-           | 日本大学             | 新人         |
| 77                                                              | ジョバンナ・デイ       | DAY          | 1998年6月13日（27歳）  | 188  | アメリカ合衆国 | OH    | 2025年-           | LOVBアトランタ       | 移籍加入     |
| 出典：チーム新体制リリース チーム公式サイト 更新：2025年7月18日 |                        |              |                        |      |                |       |                   |                      |              |

### スタッフ
| 役職                                                           | 名前               | 備考                     |
| -------------------------------------------------------------- | ------------------ | ------------------------ |
| ゼネラルマネージャー                                           | 中村貴司           | 再任                     |
| アシスタントディレクター                                       | 岡田理恵           |                          |
| 強化戦略コーディネーター パフォーマンスアーキテクト            | 里大輔             | 役職変更                 |
| ヘッドコーチ                                                   | 中谷宏大           | 新任                     |
| コーチ                                                         | 三上晃右           |                          |
| アナリスト兼コーチ                                             | 伊藤南             |                          |
| コーチ                                                         | 柳澤広平           |                          |
| コーチ                                                         | マーチン・ウィデラ | 新任                     |
| S&Cコーチ                                                      | 一関侃             |                          |
| アナリスト                                                     | 下野月葉           |                          |
| チーフアスレティックトレーナー                                 | 大塚麻暉           |                          |
| アスレティックトレーナー                                       | 古川ちひろ         |                          |
| コンディショニングアドバイザー                                 | 岩崎由純           |                          |
| チームドクター                                                 | 若林良明           | 横浜市立みなと赤十字病院 |
| チームドクター                                                 | 原藤健吾           | 慶應義塾大学病院         |
| 理学療法士                                                     | 水野理恵           | 横浜市立みなと赤十字病院 |
| 通訳                                                           | 伊藤花音           |                          |
| 主務                                                           | 山崎綾香           |                          |
| 主務                                                           | 大原瑞希           |                          |
| リクルーター                                                   | 楊成太             | 役職変更                 |
| 広報                                                           | 廣瀬七海           |                          |
| 出典：チーム新体制リリース チーム公式サイト 更新：2025年6月4日 |                    |                          |

## 在籍していた主な選手
| - 佐藤伊知子 - 杉山明美 - 津雲博子 - 大貫美奈子 - 田中姿子 - 竹下佳江 - 仁木希（現姓: 兵動） - 浦田聖子 - 有田佳織 - 大友愛 - 河村めぐみ - 栗原恵 - 深川和那 - 高橋みゆき - 成田郁久美（旧姓：大懸） - 松崎さ代子 - 有田沙織 - 高崎紗緒梨 - 渡邊絢子 - 丸山裕子 - 内藤香菜子 - 松浦寛子 - 井野亜季子 - 杉山祥子 - 張紫音 - 都築有美子 - 内田暁子（現姓：長谷川） - 松浦麻琴 - 渡邉美穂 - 秋山美幸 - 八幡美樹 | - 金子早織 - 白垣里紗 - 松崎美歌 - 近江あかり - 鳥越未玖 - 家高七央子 - 小山綾菜 - 大野果奈 - 山口かなめ - 岩崎紗也加 - 篠原沙耶香 - 峯村沙紀 - 奥山優奈 - 荒谷栞 - 廣瀬七海（現・エバンジェリスト） - 安田美南 - 古賀紗理那 - エレーナ・チューリナ - エリザベータ・ティーシェンコ - エレーナ・ゴーディナ - リーカ・レトネン - エリン・アルドリッチ (en) - フォフィーニャ - フェルナンダ・ガライ - ブリジトカ・モルナル - イエリズ・バシャ - ハナ・クトゥラ - エミリヤ・ニコロバ - ラーマット・アルハッサン - ベレニカ ・トムシャ - ネリマン・オズソイ |

## アンダーカテゴリー

### アカデミー
U-15強化クラス、ミドルクラス、レギュラークラスの3コースを有するアカデミーと中学3年生以上を対象としたアカデミープラス、学校やイベント対象のバレーボール教室を行っている。

### U15チーム・アカデミースタッフ
| 役職                                        | 名前       | 備考             |
| ------------------------------------------- | ---------- | ---------------- |
| U15チーム・アカデミーリーダー               | 楊成太     | ブルーロケッツOB |
| U15ヘッドコーチ                             | 柳田光綺   | レッドロケッツOG |
| コーチ                                      | 竹内実     | ブルーロケッツOB |
| コーチ・事務局補佐                          | 上野香織   | レッドロケッツOG |
| アカデミーヘッドコーチ                      | 家高七央子 | レッドロケッツOG |
| アカデミーサポート                          | 塚田しおり | レッドロケッツOG |
| 事務局                                      | 小室絵美子 |                  |
| アカデミーコーチ                            | 山口かなめ | レッドロケッツOG |
| アカデミーコーチ                            | 足立和弘   | ブルーロケッツOB |
| アカデミーコーチ                            | 池田誠太郎 | ブルーロケッツOB |
| アカデミーコーチ                            | 大竹秀之   | ブルーロケッツOB |
| アカデミーコーチ                            | 奥谷信彦   | ブルーロケッツOB |
| アカデミーコーチ                            | 佐藤宝男   | ブルーロケッツOB |
| アカデミーコーチ                            | 中西弘之   | ブルーロケッツOB |
| アカデミーコーチ                            | 濱島哲也   | ブルーロケッツOB |
| アカデミーコーチ                            | 細川延由   | ブルーロケッツOB |
| S&Cコーチ                                   | 一関侃     |                  |
| 出典：チーム新体制リリース チーム公式サイト |            |                  |

## チームマスコット
チームマスコットは、2021年10月に誕生した「キャプテン スティーム」（本名はスティーム・スターマイン）で、宇宙一輝く星へ向かって発射されたロケットから噴射された蒸気から誕生したとされる。みんなの気持ちが分かる性格で、専用のマスクとアーマーを着用している。
かつては長きにわたり「ルナちゃん」が務めていた。2021年のスポーツビジネス事業拡大を目指すリブランディング方針に伴い、2021年9月をもってお別れとなった。